# Nehtaur
Nehtaur è una suddivisione dell'India, classificata come municipal board, di 44.301 abitanti, situata nel distretto di Bijnor, nello stato federato dell'Uttar Pradesh.